# Ommata tommyi
Ommata tommyi là một loài bọ cánh cứng trong họ Cerambycidae.